# Tapirus antiquus
Tapirus antiquus es una especie extinta de tapir de la familia Tapiridae. Habitó en Europa occidental en el Mioceno Superior. Fue descrita por el naturalista alemán Johann Jakob Kaup en 1833, en su libro Description d'Ossements Fossiles de Mammifères Inconnus Jusqu'à-Présent. Kaup definió la especie a partir de dos molares aislados que encontró en el Vallesiense inferior de Alemania. Uno de los molares, el holotipo, se perdió. Distinguió los molares de los molares de Tapirus priscus a partir del mayor tamaño de los mismos en T. antiquus.